# نورثویل (میشیگان)
نورثویل، میشیگان (به انگلیسی: Northville, Michigan) یک شهر در ایالات متحده آمریکا با جمعیت ۵٬۹۷۰ نفر است که در میشیگان واقع شده‌است.